# Kessel-Lo
Kessel-Lo est un faubourg oriental de la ville belge de Louvain située en Région flamande dans le Brabant flamand. On y trouve le domaine provincial de Kessel-Lo. C'était une commune à part entière avant la fusion des communes de 1977.

## Étymologie
Kessel vient du latin Castellum, qui signifie « fortifications » et Lo veut dire « bois ».
La localité comprend trois paroisses : Vlierbeek, Blauwput et Boven-Lo.

## Évolution démographique
- Sources : INS, Rem. : 1831 jusqu'en 1970 = recensements, 1976 = nombre d'habitants au 31 décembre.

## Personnalités
- Joseph Van Biervliet (1841-1935), avocat et professeur de droit, est né à Vlierbeek, localité de Kessel-Loo.